# Ballon d'Or 2004

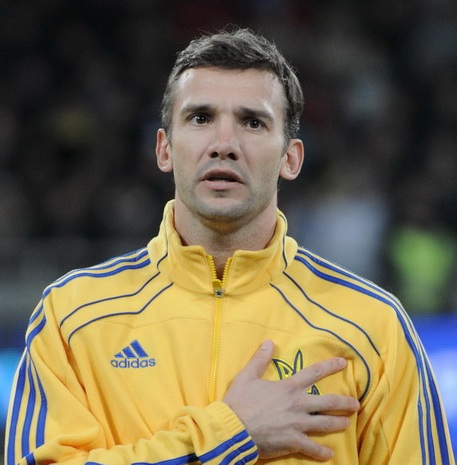
Andrij Sjevtsjenko

De Ballon d'Or 2004 was de 49e editie van de voetbalprijs georganiseerd door het Franse tijdschrift France Football. De prijs werd gewonnen door de Oekraïner Andrij Sjevtsjenko (AC Milan).
De jury was samengesteld uit 52 journalisten die aangesloten waren bij de volgende verenigingen van de UEFA: Albanië, Andorra, Armenië, Azerbeidzjan, Duitsland, Oostenrijk, België, Bulgarije, Wit-Rusland, Bosnië-Herzegovina, Cyprus, Kroatië, Slovenië, Slowakije, Estland, Denemarken, Spanje, Finland, Frankrijk, Wales, Georgië, Griekenland, Hongarije, Engeland, Ierland, Noord-Ierland, Faeröer-eilanden, IJsland, Israël, Italië, Letland, Litouwen, Kazachstan, Liechtenstein, Luxemburg, Macedonië, Malta, Moldavië, Nederland, Noorwegen, Polen, Portugal, Roemenië, Rusland, San Marino, Schotland, Tsjechië, Zweden, Zwitserland, Oekraïne, Turkije en Joegoslavië.
De resultaten van de stemming werden gepubliceerd in editie 3062 van France Football op 14 november 2004.

## Stemprocedure
Elk jurylid koos de beste vijf spelers van Europa uit een shortlist van vijftig spelers. De speler op de eerste plaats kreeg vijf punten, de tweede keus vier punten en zo verder. Op die wijze werden 780 punten verdeeld, 260 punten was het maximale aantal punten dat een speler kon behalen (in geval van een eenenvijftig koppige jury).

## Uitslag
| Plaats | Speler               | Club                               | Stemmen | Stemmen | Stemmen | Stemmen | Stemmen | Stemmen | Punten |
| Plaats | Speler               | Club                               | 1º      | 2º      | 3º      | 4º      | 5º      | Totaal  | Punten |
| ------ | -------------------- | ---------------------------------- | ------- | ------- | ------- | ------- | ------- | ------- | ------ |
| 1º     | Andrij Sjevtsjenko   | AC Milan                           | 27      | 5       | 5       | 2       | 1       | 40      | 175    |
| 2º     | Deco                 | FC Porto / FC Barcelona            | 10      | 13      | 9       | 4       | 2       | 38      | 139    |
| 3º     | Ronaldinho           | FC Barcelona                       | 9       | 13      | 7       | 4       | 7       | 40      | 133    |
| 4º     | Thierry Henry        | Arsenal                            | 3       | 6       | 6       | 10      | 3       | 28      | 80     |
| 5º     | Theodoros Zagorakis  | AEK Athene / Bologna               | 3       | 2       | 3       | 3       | 6       | 17      | 44     |
| 6º     | Adriano              | Internazionale                     |         | 3       | 2       | 2       | 5       | 12      | 27     |
| 7º     | Pavel Nedvěd         | Juventus                           |         |         | 4       | 4       | 3       | 11      | 23     |
| 8º     | Wayne Rooney         | Everton / Manchester United        |         | 1       | 3       | 2       | 5       | 11      | 22     |
| 9º     | Ricardo Carvalho     | FC Porto / Chelsea                 |         | 2       | 2       | 2       |         | 6       | 18     |
|        | Ruud van Nistelrooij | Manchester United                  |         |         | 4       | 2       | 2       | 8       | 18     |
| 11º    | Angelos Charisteas   | Werder Bremen                      |         | 1       | 1       | 2       | 4       | 8       | 15     |
| 12º    | Cristiano Ronaldo    | Manchester United                  |         | 1       | 1       | 2       |         | 4       | 11     |
|        | Milan Baroš          | Liverpool                          |         | 1       |         | 3       | 1       | 5       | 11     |
| 14º    | Zlatan Ibrahimović   | Ajax / Juventus                    |         |         |         | 3       | 2       | 5       | 8      |
| 15º    | Samuel Eto'o         | RCD Mallorca/ FC Barcelona         |         | 1       | 1       |         |         | 2       | 7      |
|        | Kaká                 | AC Milan                           |         | 1       |         | 1       | 1       | 3       | 7      |
| 17º    | Traianos Dellas      | AS Roma                            |         | 1       |         |         | 1       | 2       | 5      |
|        | Fernando Morientes   | AS Monaco / Real Madrid            |         | 1       |         |         | 1       | 2       | 5      |
|        | Frank Lampard        | Chelsea                            |         |         | 1       | 1       |         | 2       | 5      |
|        | Didier Drogba        | Olympique Marseille / Chelsea      |         |         | 1       |         | 2       | 3       | 5      |
|        | Gianluigi Buffon     | Juventus                           |         |         | 1       |         | 2       | 3       | 5      |
| 22º    | Luís Figo            | Real Madrid                        |         |         |         | 2       |         | 2       | 4      |
| 23º    | Zinédine Zidane      | Real Madrid                        |         |         | 1       |         |         | 1       | 3      |
| 24º    | Rubén Baraja         | Valencia                           |         |         |         | 1       |         | 1       | 2      |
|        | Ludovic Giuly        | AS Monaco / FC Barcelona           |         |         |         | 1       |         | 1       | 2      |
|        | Maniche              | FC Porto                           |         |         |         | 1       |         | 1       | 2      |
|        | Antonios Nikopolidis | Panathinaikos / Olympiakos Piraeus |         |         |         |         | 2       | 2       | 2      |
| 28º    | Paolo Maldini        | AC Milan                           |         |         |         |         | 1       | 1       | 1      |
|        | Vicente              | Valencia                           |         |         |         |         | 1       | 1       | 1      |

## Referentie
- Eindklassement op RSSSF

France Football:
1956 · 
1957 · 
1958 · 
1959 · 
1960 · 
1961 · 
1962 · 
1963 · 
1964 · 
1965 · 
1966 · 
1967 · 
1968 · 
1969 · 
1970 · 
1971 · 
1972 · 
1973 · 
1974 · 
1975 · 
1976 · 
1977 · 
1978 · 
1979 · 
1980 · 
1981 · 
1982 · 
1983 · 
1984 · 
1985 · 
1986 · 
1987 · 
1988 · 
1989 · 
1990 · 
1991 · 
1992 · 
1993 · 
1994 · 
1995 · 
1996 · 
1997 · 
1998 · 
1999 · 
2000 · 
2001 · 
2002 · 
2003 · 
2004 · 
2005 · 
2006 · 
2007 · 
2008 · 
2009 · 
2016 · 
2017 · 
2018 · 
2019 · 
2021 · 
2022 · 
2023 · 
2024